# Nuthin’ Fancy
Nuthin’ Fancy ist das dritte Studioalbum von Lynyrd Skynyrd und erschien im Frühjahr 1975. Es erreichte Platz 9 der Billboard 200 Albumcharts und war damit das erste der Band in den Top 10. Die Single Saturday Night Special erreichte Platz 27 der Billboard Hot 100 Charts. Nuthin’ Fancy wurde von der Recording Industry Association of America im Juni 1975 mit Gold und im Juli 1987 mit Platin ausgezeichnet. Der Titel der Single ist ein umgangssprachlicher Ausdruck in den USA für eine kleinkalibrige, günstige Pistole. Der Text befasst sich kritisch mit dem Thema Waffenbesitz, im Refrain heißt es: „Ain’t no good for nothin’, but put a man six feet in a hole.“ Es kam zu dieser Zeit zu einigen personellen Veränderungen für Lynyrd Skynyrd. Der Schlagzeuger der ersten beiden Alben Bob Burns verließ die Gruppe, da er sich nicht mehr in der Lage sah den Stress der Tourneen auszuhalten. Ronnie Van Zant schrieb das auf dem Album enthaltene Lied Am I Losin’ über Burns Entscheidung. Nachdem Burns im Anschluss an die Europatournee im Dezember 1974 gegangen war, wurde er durch Artimus Pyle ersetzt. Dieser war mit Bands wie Charlie Daniels oder Marshall Tucker Band bekannt, die beide mit Lynyrd Skynyrd mehrere gemeinsame Auftritte hatten. Ed King verließ die Band im Mai 1975 während einer Tour, aufgrund von personellen als auch Alkoholproblemen in der Gruppe. Nuthin’ Fancy ist nach (Pronounced ’Lĕh-’nérd ’Skin-’nérd) und Second Helping das letzte Album mit Al Kooper als Produzenten.

## Titelliste
1. Saturday Night Special (E. King, R. Van Zant) – 5:08
2. Cheatin’ Woman (R. Van Zant, G. Rossington, A. Kooper) – 4:38
3. Railroad Song (E. King, R. Van Zant) – 4:14
4. I’m a Country Boy (A. Collins, R. Van Zant) – 4:24
5. On the Hunt (A. Collins, R. Van Zant) – 5:25
6. Am I Losin’ (G. Rossington, R. Van Zant) – 4:32
7. Made in the Shade (R. Van Zant) – 4:40
8. Whiskey Rock-a-Roller (E. King, R. Van Zant, B. Powell) – 4:33

### 1999 CD Bonus Tracks
1. Railroad Song (Live) (E. King, R. Van Zant) – 5:27
2. On the Hunt (Live) (A. Collins, R. Van Zant) – 6:10

## Besetzung
- Ronnie Van Zant – Gesang
- Allen Collins – Gibson Firebird, Gitarre
- Ed King – Fender Stratocaster und Gibson SG, Gitarre
- Gary Rossington – Gibson Les Paul, Gitarre
- Billy Powell – Keyboard
- Leon Wilkeson – Fender Precision Bass
- Artimus Pyle – Schlagzeug, Percussion

### Zusätzliche Musiker
- David Foster – Keyboard, Klavier
- Bobbye Hall – Percussion
- Jimmy Hall – Mundharmonika
- Barry Harwood – Dobro, Mandoline
- Al Kooper – Moog-Synthesizer, Klavier, Keyboard, Percussion, Backing Vocals[9]

## Rezeption
- Der Musikjournalist Robert Christgau schrieb, dass einige Stücke eine Mischung aus Heavy Metal und Funk wären und dass Saturday Night Special ein großartiges Lied sei. (Two or three cuts here sound like heavy-metal-under-funk--check out „Saturday Night Special“, a real killer.) Außerdem lobte er den subtilen Einsatz des Sängers. (Ronnie Van Zant has never deployed his limited, husky baritone with such subtlety.) Das Album bekam die Wertung A-.[10]
- Bud Scoppa schrieb im Rolling Stone, dass Ronnie van Zants Texte im Gegensatz zum Vorgänger auf diesem Album abgedroschen und schwerfällig wirken würden. ( Singer Ronnie Van Zant’s lyrics, so lucid and sly on the last album (especially in „Workin’ for MCA“ and „Sweet Home Alabama“) are now sometimes hackneyed („Railroad Song“) or heavy-handed („Saturday Night Special“).) Nuthin’ Fancy sei für Lynyrd Skynyrd enttäuschend und stehe in keinem Verhältnis zu den Live-Qualitäten der Band. (Nuthin’ Fancy ...would be an accomplishment for most American groups, but for Skynyrd ...it’s slightly disappointing. Having just heard Skynyrd in concert, I long for a generous live album, recorded with that same clarity.)[11]
- Stephen Thomas Erlewine schrieb auf Allmusic.com, dass der größte Unterschied bei Nuthin’ Fancy sei, dass die Musik härter geworden wäre und das Album so gut zu den Rockbands der 70er Jahre passen würde. (The biggest difference with this record is that the band, through touring, has become heavier and harder, fitting right in with the heavy album rock bands of the mid-'70s.) Die Aufnahmen wären zwar blasser als ihre Vorgänger, aber die meisten Hardrockbands würden ihren linken Arm für ein entsprechendes Album geben. (Yes, this does pale in comparison with its predecessors, but most hard rock bands would give their left arm for a record that swaggers and hits as hard as Nuthin’ Fancy.) Nuthin’ Fancy wurde mit drei von fünf möglichen Sternen bewertet.[12]

## Kommerzieller Erfolg

### Chartplatzierungen
| ChartsChartplatzierungen       | Höchstplatzierung | Wochen |
| ------------------------------ | ----------------- | ------ |
| Vereinigte Staaten (Billboard) | 9 (20 Wo.)        | 20     |
| Vereinigtes Königreich (OCC)   | 43 (1 Wo.)        | 1      |

### Auszeichnungen für Musikverkäufe
| Land/Region               | Auszeichnungen für Musikverkäufe (Land/Region, Auszeichnung, Verkäufe) | Verkäufe  |
| ------------------------- | ---------------------------------------------------------------------- | --------- |
| Vereinigte Staaten (RIAA) | Platin                                                                 | 1.000.000 |
| Insgesamt                 | 1× Platin ·                                                            | 1.000.000 |